# Michael Pittman
Michael Pittman (New Orleans, 14 agosto 1975) è un ex giocatore di football americano statunitense che ha giocato nel ruolo di running back nella National Football League (NFL).

## Carriera professionistica
Al debutto come rookie "stagione 1998" con i Cardinals ha giocato 15 partite nessuna da titolare facendo 29 corse per 91 yard con un fumble che poi è stato recuperato, ed infine 4 ritorni su kickoff per 84 yard.
Nel 2º anno "stagione 1999" ha giocato 10 partite di cui 2 da titolare facendo 64 corse per 289 yard con 2 touchdown e 2 fumble, 16 ricezioni per 196 yard, un lancio per 26 yard, 2 ritorni su kick off per 31 yard, 4 ritorni su punt per 16 yard con un fumble. In totale 3 fumble di cui uno perso e uno recuperato.
Nel 3º anno "stagione 2000" ha giocato 16 partite di cui 12 da titolare facendo 184 corse per 719 yard con 4 touchdown e 3 fumble, 73 ricezioni per 579 yard con 2 touchdown e 2 fumble. In totale 5 fumble di cui 3 persi.
Nel 4º anno "stagione 2001" ha giocato 15 partite di cui 14 da titolare facendo 241 corse per 846 yard con 5 touchdown e 5 fumble di cui 2 persi, 42 ricezioni per 264 yard, 6 ritorni su kick off per 161 yard, ed infine 3 tackle da solo.
Nel 5º anno "stagione 2002" passa ai Buccaneers con cui gioca 16 partite di cui 15 da titolare facendo 204 corse per 718 yard con un touchdown e 3 fumble di cui 2 persi, 59 ricezioni per 477 yard, un fumble forzato e recuperato per 2 yard ed infine 2 tackle da solo. Ha vinto il Super Bowl XXXVII battendo in finale gli Oakland Raiders.
Nel 6º anno "stagione 2003" ha giocato 16 partite di cui 13 da titolare facendo 187 corse per 751 yard con 2 fumble, 75 ricezioni per 597 yard"record personale" con 2 touchdown e 2 fumble, in totale 4 fumble di cui uno perso ed infine 5 tackle"record personale".
Nel 7º anno "stagione 2004" ha giocato 13 partite tutte da titolare facendo 219 corse per 926 yard"record personale" con 7 touchdown"record personale" e 5 fumble, 41 ricezioni per 391 yard con 3 touchdown e un fumble, in totale 6 fumble tutti persi, ed infine 3 tackle.
Nell'8º anno "stagione 2005" ha giocato 16 partite di cui 4 da titolare facendo 70 corse per 436 yard con un touchdown, 36 ricezioni per 300 yard con un touchdown e un fumble poi recuperato, 3 ritorni su kick off per 85 yard, ed infine 2 tackle di cui uno da solo.
Nel 9º anno "stagione 2006" ha giocato 16 partite di cui 3 da titolare facendo 50 corse per 245 yard con touchdown e un fumble, 47 ricezioni per 405 yard, 39 corse su kick off per 867 yard con un fumble, in totale 2 fumble di cui uno perso e uno recuperato ed un tackle.
Nel 10º anno "stagione 2007" ha giocato 10 partite di cui 3 da titolare facendo 68 corse per 286 yard, 26 ricezioni per 191 yard con un fumble perso ed infine un tackle.
Nell'11º anno "stagione 2008" passa ai Broncos; il 3 novembre viene messo sulla lista infortunati per un infortunio al collo. Ha chiuso con 8 partite di cui 3 da titolare facendo 76 corse per 320 yard con 4 touchdown e 10 ricezioni per 112 yard.

## Palmarès

### Franchigia
- Super Bowl : 1

Tampa Bay Buccaneers: XXXVII
- National Football Conference Championship: 1

Tampa Bay Buccaneers: 2002

## Famiglia
Il figlio, Michael Pittman Jr., gioca nella NFL per gli Indianapolis Colts.